# لیگ برتر ۲
لیگ برتر ۲ (انگلیسی: Major League II) یک فیلم ورزشی و کمدی آمریکایی محصول سال ۱۹۹۴ و دنباله فیلم لیگ برتر محصول ۱۹۸۹ است و دومین قسمت از مجموعه فیلم‌های لیگ برتر محسوب می‌شود. بازیگران اصلی فیلم چارلی شین، تام برنگر، رنه روسو و کوربین برنسن می‌باشند. تماشاگران در نظرسنجی در سینماسکور به فیلم نمره متوسط «B» در مقیاس A+ تا F دادند.
قسمت سوم در سال ۱۹۹۸ با عنوان لیگ برتر: بازگشت به کودکی منتشر شد.

## گیشه
در ایالات متحده و کانادا، این فیلم در مجموع ۳۰٫۶۲۶٫۱۸۲ دلار در گیشه فروش داشت. در سراسر جهان، ۵۳٫۲ میلیون دلار فروش داشت.